# Eadberto III Praen

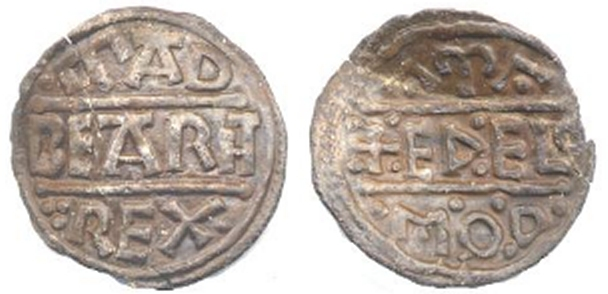
Moneda de Eadberht.

Eadberht III Præn fue rey de Kent de 796 a 798. Su breve reinado fue consecuencia de una rebelión contra la hegemonía de Mercia, y señala la última ocasión en que Kent existió como reino independiente.
Offa de Mercia parece haber gobernado directamente Kent entre 785 y 796, cuándo la Crónica anglosajona registra la muerte de Offa, y Eadberht, "que tenía por otro nombre Præn", tomó posesión de Kent. Eadberht había aparentemente vivido en el exilio bajo la protección de Carlomagno, y su se considera que rebelión servía intereses Francos.
El pro-Merciano Arzobispo de Canterbury, Æthelhard, huyó durante la rebelión. Cœnwulf de Mercia mantenía correspondencia con León III en acera de la situación de la Iglesia, y en el curso de esa conversación, León aceptó la reconquista merciana de Kent y excomulgó a Eadbert, basándose en su anterior condición de sacerdote. Habiendo recibido aprobación papal, Cœnwulf reconquistó Kent y situó a su hermano al frente, capturando a Eadberht en 798. Según la Crónica anglosajona, Cœnwulf "asoló Kent y capturó a Eadberht Præn, su rey, y le llevó atado a Mercia." Una adición más tardía a la Crónica dice que Eadberht fue cegado y se le cortaron las manos,  pero Roger de Wendover afirma que fue puesto en libertad por Coenwulf como muestra de clemencia.